# Liturgy
Liturgy — блэк-метал-группа из Бруклина, образованная как проект одного музыканта — Хантера Хант-Хендрикса. В 2008 году после выпуска 12-дюймового мини-альбома Immortal Life состав был расширен до четырёх участников. Дебютный альбом Renihilation вышел в 2009 году. Группа называет свой стиль «трансцендентным блэк-металом», который был описан в декларации Хант-Хендрикса. По признанию лидера Liturgy на их музыку оказали влияние Swans, Гленн Бранка, Александр Скрябин, Янис Ксенакис и Lightning Bolt.
Второй альбом группы Aesthethica был выпущен в мае 2011 года на лейбле Thrill Jockey и занял 26-е место в списке лучших дисков года, составленном журналом Spin.

## Состав
- Хантер Хант-Хендрикс — вокал, гитара
- Бернард Ганн — гитара
- Тайлер Дьюсенбери — бас-гитара

Бывшие участники
- Грег Фокс — ударные

## Дискография
- Immortal Life (2008, мини-альбом)
- Renihilation (2009)
- Aesthethica (2011)
- Oval / Liturgy (2011, сплит)
- The Ark Work (2015)
- H.A.Q.Q (2019)
- Origin of the Alimonies (2020)
- As the Blood of God Bursts the Veins of Time (2022, мини-альбом)
- 93696 (2023)